# Дороті Далтон
До́роті Да́лтон (англ. Dorothy Dalton; 22 вересня 1893 — 13 квітня 1972) — американська акторка німого кіно.
Акторську кар'єру розпочала на театральних підмостках Чикаго, а через чотири роки дебютувала в кіно. Її кар'єра в кіно тривала всього 10 років, але за цей час акторка знялася більш ніж у півсотні німих фільмів, серед яких «Учень» (1915), «Три мушкетери» (1916), «Винен у любові» (1920) і «Закон Лоулесса» (1923). З 1919 по 1920 рік Далтон грала на Бродвеї в п'єсі «Дружина країни».
Першим чоловіком був актор Лью Коді, з яким вона розлучилася в 1915 році. У 1924 році одружилася з театральним продюсером Артуром Хаммерстайном, після чого завершила акторську кар'єру. Чоловік помер у 1955 році.
Дороті Далтон померла в квітні 1972 року в своєму будинку в Скарсдейлі, штат Нью-Йорк, у віці 78 років. 
Її внесок в кіноіндустрію США відзначений зіркою на Голлівудській алеї слави.

## Вибрана фільмографія
- 1923 — У тумані